# Киллер (фильм, 2008)
«Ки́ллер» (англ. Killshot) — художественный фильм Джона Мэддена в жанре триллера, снятый по мотивам одноимённого романа Элмора Леонарда. Главные роли в фильме исполняют Дайан Лейн и Томас Джейн. Они играют молодую пару, которую, несмотря на то, что они находятся под действием программы по защите свидетелей, находит преступник, которого играет Микки Рурк.

## Сюжет
Кармен и Уэйн Колсоны — бывшая семейная пара, переживающая развод. Уэйн — сотрудник строительной компании, который ищет работу. Арманд Дегас — киллер, нанятый для устранения лидера преступной группировки, которого он называет «Папа». После успешной операции он случайно встречается с психически неуравновешенным преступником Ричи Никсом. Вместе они решают «наехать» на риэлтерское агентство, в котором работает Кармен, с целью вымогательства денег. По недоразумению преступники решают, что главой компании является Уэйн, который именно в этот момент случайно оказывается в офисе Кармен. Уэйн оказывает сопротивление вымогателям и выгоняет их из конторы. Однако Кармен ненароком видит лицо Арманда, и теперь киллер начинает охоту за лишним свидетелем. Чтобы сбить ФБР и полицию со своего следа, Арманд имитирует свою смерть.
Колсоны вынуждены воспользоваться программой по защите свидетелей и, сменив личность, скрыться в другом штате. Несмотря на сложные личные отношения, им приходится изображать семейную пару. Арманд вычисляет место, где они прячутся, и вместе с Никсом появляется в доме Колсонов. Уэйна не оказывается дома, и убийцы, взяв Кармен в заложники, остаются ждать его появления. Общаясь с жертвой, Ричи выходит из себя, и Арманд убивает своего сообщника из-за неподобающего, на его взгляд, поведения. Кармен и Уэйну всё же удаётся дать отпор киллеру и сохранить себе жизнь.

## В ролях
- Дайан Лейн — Кармен Колсон
- Томас Джейн — Уэйн Колсон
- Микки Рурк — Арманд «Чёрный Дрозд» Дегас
- Джозеф Гордон-Левит — Ричи Никс
- Розарио Доусон — Донна
- Хэл Холбрук — «Папа»

## Выход фильма
Первоначально фильм планировали выпустить 17 марта 2006 года. Потом его отложили на 20 октября 2006 года. 19 июля 2008 года стало известно, что фильм собираются выпустить сразу на DVD. В начале сентября 2008 года фильм всё-таки решили выпустить в прокат 7 ноября 2008 года, но потом перенесли выпуск на 23 января 2009 года.